# المؤسسة القطرية لمكافحة الاتجار بالبشر
المؤسسة القطرية لمكافحة الاتجار بالبشر مؤسسة خاصة ذات نفع عام قطرية.
يشكل الاتجار في البشر خاصة النساء والأطفال أحد التحديات الهامة التي تواجه القرن الحادي والعشرين، ولمواجهة هذا التحدي يجب تضافر كل الجهود محليا وإقليميا ودوليا. ومن منظور مبدأ ترسيخ الكرامة الإنسانية المستمد من الشريعة الإسلامية والتي تؤكد وبوضوح (على أن المتاجرة بالبشر حرام شرعا) واستخدام الرجال والنساء فيما حرمته الشريعة والتكسب من هذه الأعمال، كالامتهان في الخدمة والأعمال الشاقة والدعارة وغيرها من الممارسات التي حرمها الإسلام، وتوعد فاعلها بالعقاب.وبما أن دولة قطر عضو في منظمة الأمم المتحدة، والجمعية العامة للأمم المتحدة بصفتها الهيئة الرئيسية المسؤولة عن التداول ووضع السياسات والتنسيق فلها دور خاص فيما يتعلق بوضع إستراتيجية متعددة الجوانب لمكافحة الاتجار بالبشر بصورة فعالة وناجحة.
ومن هذا المنطلق تضافرت جهود دولة قطر ضد كافة أشكال الاتجار بالبشر سواء كانت (لأغراض جنسية أو الاستغلال عن طريق العمل والخدمة القسرية وغير القانونية واللاإنسانية). وفي عام 2013 تم دمج المؤسسة مع المؤسسة القطرية لحماية الطفل والمرأة ومركز التأهيل الاجتماعي في المؤسسة القطرية للحماية والتأهيل الاجتماعي.

## الخدمات التي تقدمها المؤسسة
- دراسة الحالة.
- الاستشارات الهاتفية.
- ايواء الضحايا.
- تقديم المشورة القانونية.
- فتح بلاغات لدى الجهات الأمنية.
- متابعة القضايا لدى المحاكم المختصة وتوكيل محامين في حالة الحاجة لذلك.
- التوجيه بوضع بعض الشركات المخالفة لقانون العمل في قائمة الحظر ووقف أنشطتها بالتعاون مع وزارة العمل.
- التواصل مع الجهات المعنية والمختصة لتسهيل الاجراءات للضحايا وتيسير أمورهم.
- توفير الرعاية الصحية والنفسية والاجتماعية.
- وضع برامج تأهيلية متخصصة.
- توفير التعليم للأطفال.
- برامج ترفيهية.
- توفير فرص عمل.
- تقديم المعونات المالية.
- المتابعة لاحقة.

## الدار القطرية للإيواء والرعاية الإنسانية
واستلهاما من المبادرات والإنجازات الحضارية والإنسانية المتحققة من خلال جهود صاحبة السمو الشيخة موزة بنت ناصر المسند حرم أمير البلاد ورئيس المجلس الأعلى لشؤون الاسرة ونظرا للدور الذي تقوم به دولة قطر على المستوى الإقليمي والدولي في حماية حقوق الإنسان فقد تم إنشاء الدار القطرية للإيواء والرعاية الإنسانية استنادا للتوجيهات الصادرة عن مجلس الوزراء بتاريخ 13/4/2003م. من خلال التقرير الذي أعدته لجنة دراسة الخطوات الإستراتيجية لمكافحة الاتجار بالبشر.

### ومن اختصاصات هذه الدار
إيواء ضحايا الاتجار بالبشر وتقديم الحماية والرعاية وفقاً للمعايير الدولية والمحلية ومن ثم تعيين منسق وطني لمكافحة الاتجار بالبشر.
تلاه إصدار القانون رقم 22 لسنة 2005 الخاص بحظر وجلب وتدريب واشراك الأطفال في سباقات الهجن
وصدور قرار المجلس الأعلى لشؤون الأسرة رقم (8) لسنة 2005 الخاص بإنشاء المكتب الوطني لمكافحة الاتجار بالبشر وتبعه قرار الشيخة موزة بنت ناصر المسند حرم أمير البلاد المفدى ورئيس المجلس الأعلى لشؤون الاسرة رقم (1) لسنة 2008 الخاص بإنشاء المؤسسة القطرية لمكافحة الاتجار بالبشر ومن مضمون القرارين تتضح الأهداف الرئيسية التي ينبغي السعي إلي تحقيقها والتي يمكن أن تتوافق الآراء من حولها بشأن اتخاذ إجراءات العمل اللازمة في هذا الصدد.

## اللجنة الوطنية لمكافحة الاتجار بالبشر
وفي مارس 2019، أنشأت قطر "اللجنة الوطنية لمكافحة الاتجار بالبشر"، بدلاً عن "المؤسسة القطرية لمكافحة الاتجار بالبشر"، بتوصية من عيسى بن سعد الجفالي النعيمي وزير التنمية والعمل والشؤون الاجتماعية، والذي ترأس اللجنة، وضمت في عضويتها ممثلين عن عدد من وزارات الدولة، واللجنة الوطنية لحقوق الإنسان. وتتولى اللجنة إعداد "خطة وطنية لمكافحة الاتجار بالبشر"، وأيضا إعداد ونشر تقرير سنوي عن جهود قطر في مكافحة الاتجار بالبشر.

## وصلات خارجية
- موقع المؤسسة القطرية للاتجار بالبشر (القطف)